# اوبرآمرگاو
اوبرآمرگاو (به آلمانی: Oberammergau) یک شهر در آلمان است که در بایرن واقع شده‌است.

## خصوصیات
اوبرآمرگاو ۳۰٫۰۶ کیلومترمربع مساحت دارد و ۸۳۷ متر بالاتر از سطح دریا واقع شده‌است.